# Ахмад аль-Убайдат
Ахмад Абдул Маджид аль-Убайдат (араб. أحمد عبيدات‎; род. 18 ноября 1938, Ирбид, — иорданский государственный деятель, премьер-министр и министр обороны Иордании с 10 января 1984 года по 4 апреля 1985 года.

## Биография
Родился на севере страны, окончил среднюю школу в Наблусе (Западный берег р. Иордан). В 1957 году работал учителем, затем продолжил учёбу в Багдадском университете. В 1961 году стал бакалавром права, с 1962 года работал в министерстве финансов, с 1964 — более 20 лет работал в системе МВД, пройдя путь от старшего лейтенанта до генерала.
С 1964 года — в управлении общей разведки Иордании. В 1974 году в звании генерал-лейтенанта был назначен Директором управления общей разведки. С апреля 1982 года по 10 января 1984 года — министр внутренних дел Иордании.
10 января 1984 — 4 апреля 1985 — премьер-министр и министр обороны Иордании.
С 1984 года — член сената, с 1985 — атторней и консультант от своей частной фирмы, член многих общественных организаций. С 1988 по 2003 — президент Иорданского экологического общества. С 1990 — посол ООН по гуманитарным вопросам. Несколько раз был членом Сената (первый раз — с 1984, последний раз — с 1997). Уходил из Сената после подписания иорданско-израильского мирного соглашения в 1994 году, в знак протеста.
Председатель Королевского комитета по разработке национальной хартии в 1990—1991 годах; заместитель председателя Королевской комиссии по правам человека с 23 марта 2000 года; заместитель председателя Королевской комиссии по судебной реформе с 31 августа 2000 года; председатель попечительского совета Национального центра по правам человека с 19 февраля 2003 по 1 июля 2008 года; член попечительского совета Арабской антикоррупционной организации.
В мае 2011 года возглавил оппозиционный Национальный фронт реформ, в который вошли Демократическая Народная партия (Hashd), коммунистическая партия, Народная партия Единства, Исламский Фронт Действия, Прогрессивная партия «Баас», Социалистическая партия, «Нация и Движение» левых социалистов, а также ряд профессиональных ассоциаций и ведущих профсоюзов, женские и молодёжные организации.